# Граф Кейтнесс
Граф Кейтнесс (англ. Earl of Caithness) — наследственный титул в пэрстве Шотландии. Создавался несколько раз и имеет сложную историю.

## История
Первоначально мормэрство Кейтнесс длительное время принадлежало ярлам (графам) Оркнейских островов (XI—XIV века).
В 1375 году графом Кейтнесса стал Дэвид Стюарт (1357 — ок. 1386), также являлся графом Стратерна (1371—1386), младший сын короля Шотландии Роберта II Стюарта. Его единственная дочь и наследника Ефимия Стюарт (ум. 1434) унаследовала графства Стратерн и Кейтнесс. В 1390 году она отказалась от титула графини Кейтнесса в пользу своего дяди Уолтера Стюарта, 1-го графа Атолла (ок. 1360 — 1437). В 1428 году Уолтер Стюарт уступил титул графа Кейтнесс своему старшему сыну Аллану Стюарту (ум. 1431), но сохранил за собой титул графа Атолл. После смерти своего сына Уолтер Стюарт объединил под своей властью вновь Атолл, Стратерн и Кейтнесс. В 1437 году Уолтер Стюарт был казнён за государственную измену, а его владения конфискованы.
В 1452 году титул графа Кейтнесса был воссоздан для сэра Джорджа Крайтона (ок. 1409 — 1454/1455), старшего сына Стивена Крайтона. Он служил лорд-адмиралом Шотландии, шерифом Стерлинга и хранителем замка Стерлинг. Но уже в том же году он отказался от этого титула.
В 1455 году титул графа Кейтнесса был в третий раз создан для Уильяма Синклера, 3-го графа Оркнейского (1410—1484). В 1470 году он отказался от титула графа Оркни и других связанных с ним титулов в пользу короля Шотландии Якова III в обмен на Замок Равенскрейг в области Файф. Король Яков III Стюарт в 1469 году получил от короля Норвегии права на Оркнейские острова в качестве приданого за своей женой Маргаритой Датской. Шесть лет спустя граф Уильям Синклер решил лишить наследства своего старшего сына Уильяма (ум. 1487), который был известен как «Расточитель». В 1476 году Уильям Синклер отказался от титула графа Кейтнесса в пользу своего второго сына Уильяма Синклера (1459—1513), ставшего 2-м графом Кейтнесса. Генерал Артур Сент-Клэр (1736/1737 — 1818) являлся потомком 4-го графа Кейтнесса.
В 1672 году Джордж Синклер, 6-й граф Кейтнесс (ум. 1676) принял решение, что после его смерти все его земли и титулы должны перейти к сэру Джону Кэмпбеллу (1636—1717), который был его кредитором. В 1676 году после смерти 6-го графа Кейтнесса король Англии Карл II Стюарт пожаловал Джону Кэмпбеллу патент на титул графа Кейтнесса. Позднее Джордж Синклер, 7-й граф Кейтнесс (ум. 1698), наследник 6-го графа, был официально утверждён в родовых титулах и владениях. Чтобы компенсировать Джону Кэмпбеллу потерю владений, король Карл II Стюарт пожаловал ему титулы графа Бредалбейна и Холланда в 1681 году. После этого графство Кейтнесс окончательно закрепилась в руках Синклеров.
Графы Кейтнесса также носили титул лорда Берридейла, который был создан в 1455 году в качестве пэра Шотландии. Титул лорда Берридейла носит старший сын и наследник графа Кейтнесса.

## Графы Кейтнесса, первая креация (1334)
- 1334—1335: Маоль Йоса V (ум. 1350), мормэр Стратерна (1329—1334), граф Кейтнесса (1334—1335), граф Оркнейский (1331—1350), сын и преемник Маоля Йоса IV, мормэра Стратерна (1317—1329).

## Графы Кейтнесса, вторая креация (1375)
- 1375—1386: Дэвид Стюарт, 1-й граф Кейтнесс (1357 — ок. 1386), старший сын короля Роберта II от второго брака с Ефимией де Росс
- 1386—1390: Ефимия Стюарт, 2-я графиня Кейтнесс (ум. 1434)
- 1390—1428: Уолтер Стюарт, 3-й граф Кейтнесс, 1-й граф Атолл (ум. 1437)
- 1428—1431: Аллан Стюарт, 4-й граф Кейтнесс (ум. 1431)
- 1431—1437: Уолтер Стюарт, 3-й граф Кейтнесс, 1-й граф Атолл (ум. 1437)

## Графы Кейтнесса, третья креация (1452)
- 1452—1452: Джордж Крайтон, 1-й граф Кейтнесс (ок. 1409—1455), сын сэра Стивена Крайтона

## Графы Кейтнесса, четвёртая креация (1455)
- 1455—1476: Уильям Синклер, 1-й граф Кейтнесс (ок. 1410 — 21 мая 1484)
- 1476—1513: Уильям Синклер, 2-й граф Кейтнесс (ум. 9 сентября 1513)
- 1513—1529: Джон Синклер, 3-й граф Кейтнесс (ум. 18 мая 1529)
- 1529—1582: Джордж Синклер, 4-й граф Кейтнесс (14 июля 1527 — 9 сентября 1582)
  - Джон Синклер, мастер Кейтнесс (ок. 1543 — сентябрь 1575)
- 1582—1643: Джордж Синклер, 5-й граф Кейтнесс (1566 — февраль 1643)
- 1643—1676: Джордж Синклер, 6-й граф Кейтнесс (ум. май 1676), сын Джона Синклреа, мастера Бирредейла (ум. 1639), внук Уильяма Синклера, лорда Берредейла (1633—1642) и правнук Джордж Синклера, 5-го графа Кейтнесса
- 1676—1681: Джон Кэмпбелл, 1-й граф Бредалбейн и Холланд (1633—1717), сын сэра Джона Кэмпбелла из Клен-Орки и леди Мэри Грэм, дочери Уильяма Грэма, 1-го графа Эйрса и 7-го графа Ментейта.
- 1676—1698: Джордж Синклер, 7-й граф Кейтнесс (ум. 1698), сын Фрэнсиса Синклера, внук Джорджа Синклкреа, 5-го графа Кейтнесса
- 1698—1705: Джон Синклер, 8-й граф Кейтнесс (ум. 1705), сын Джеймса Синклера (род. 1598) и внук Джеймса Синклера, внук Джона Синклера, мастера Кейтнесса, правнук 4-го графа Кейтнесса.
- 1705—1765: Александр Синклер, 9-й граф Кейтнесс (1685 — 9 декабря 1765), старший сын 8-го графа
- 1765—1779: Уильям Синклер, 10-й граф Кейтнесс (2 апреля 1727 — 29 ноября 1779), сын Джона Синклера (ум. 1733) и внук Джона Синклера из Раттара (ум. 1714), потомок 4-го графа Кейтнесса
- 1779—1789: Джон Синклер, 11-й граф Кейтнесс (1757 — 8 апреля 1789), сын предыдущего
- 1789—1823: Джеймс Синклер, 12-й граф Кейтнесс (31 октября 1766—1823), 7-й баронет Синклер (с 1774 года), сын сэра Джона Синклера, 6-го баронета (ум. 1774), потомок 4-го графа Кейтнесса
- 1823—1855: Александр Кэмпбелл Синклер, 13-й граф Кейтнесс (24 июля 1790 — 24 декабря 1855), второй сын и преемник предыдущего
- 1855—1881: Джеймс Синклер, 14-й граф Кейтнесс (16 декабря 1821 — 28 марта 1881), второй сын 13-го графа Кейтнесса
- 1881—1889: Джордж Филипс Александр Синклер, 15-й граф Кейтнесс (30 ноября 1858 — 25 мая 1889), старший сын 14-го графа Кейтнесса
- 1889—1891: Джеймс Огастес Синклер, 16-й граф Кейтнесс (31 мая 1827 — 20 января 1891), старший сын подполковника Джона Сазерленда Синклера (1778—1841), потомок 4-го графа Кейтнесса
- 1891—1914: Джон Сазерленд Синклер, 17-й граф Кейтнесс (17 сентября 1857 — 30 мая 1914), старший сын предыдущего
- 1914—1947: Норман Маклеод (Синклер) Бухан, 18-й граф Кейтнесс (4 апреля 1862 — 25 марта 1947), второй сын 16-го графа Кейтнесса
- 1947—1965: Джеймс Родерик Синклер, 19-й граф Кейтнесс (29 сентября 1906—1965), единственный сын Чарльза Огастаса Синклера (1865—1944), внук 16-го графа Кейтнесса
- 1965 — настоящее время: Малкольм Иан Синклер, 20-й граф Кейтнесс (род. 3 ноября 1948), сын и преемник 19-го графа Кейтнесса
  - Наследник: Александр Джеймс Ричард Синклер, лорд Берридейл (род. 26 марта 1981), единственный сын и наследник 20-го графа Кейтнесса.